# Anderson Esiti
Anderson Esiti (Warri, 24 mei 1994) is een Nigeriaans voetballer die als defensieve middenvelder speelt. In juli 2019 verruilde hij KAA Gent voor PAOK Saloniki. In 2015 debuteerde hij in het nationale team van Nigeria.

## Clubcarrière

### Leixões SC
Anderson Esiti speelde tijdens het seizoen 2013/14 zesendertig competitiewedstrijden voor het Portugese Leixões SC in de Segunda Liga.

### Estoril
In 2014 trok Esiti naar eersteklasser Estoril-Praia. In zijn eerste seizoen op het hoogste niveau kwam hij tot een totaal van zeventien competitieduels. Het seizoen erop speelde de verdedigende middenvelder vijfentwintig competitiewedstrijden voor de club uit Estoril.

### KAA Gent
Op 31 augustus 2016, de laatste dag van de zomerse transferperiode, tekende Esiti een vierjarig contract bij KAA Gent. Hij debuteerde er op 11 september 2016 in een competitiewedstrijd thuis tegen KSC Lokeren, die met 3-0 gewonnen werd. In de seizoenen 2016/17 en 2017/18 speelde hij in totaal 65 wedstrijden voor de Buffalo's. In augustus 2018 liep de middenvelder een transfer naar het Spaanse Levante UD (voor een bedrag van ongeveer drie miljoen euro) mis omdat beide clubs het niet eens raakten over de contractdetails. Hij bleef daarna nog één seizoen bij KAA Gent. In totaal speelde hij over drie seizoenen 95 wedstrijden voor de Buffalo's.

### PAOK Saloniki
In juli 2019 tekende Esiti een contract voor vier jaar bij de Griekse eersteklasser PAOK Saloniki. De transfersom bedroeg naar verluidt 3,5 miljoen euro.

## Statistieken
| Seizoen         | Club            | Land                 | Competitie         | Competitie | Competitie | Beker | Beker | Andere | Andere | Internationaal | Internationaal | Totaal | Totaal |
| Seizoen         | Club            | Land                 | Competitie         | Wed.       | Dlp.       | Wed.  | Dlp.  | Wed.   | Dlp.   | Wed.           | Dlp.           | Wed.   | Dlp.   |
| --------------- | --------------- | -------------------- | ------------------ | ---------- | ---------- | ----- | ----- | ------ | ------ | -------------- | -------------- | ------ | ------ |
| 2012/13         | Leixões SC      | Vlag van Portugal    | Segunda Liga       | 0          | 0          | 0     | 0     | 0      | 0      | 0              | 0              | 0      | 0      |
| 2013-14         | Leixões SC      | Vlag van Portugal    | Segunda Liga       | 36         | 0          | 9     | 0     | 0      | 0      | 0              | 0              | 45     | 0      |
| 2014-15         | Estoril-Praia   | Vlag van Portugal    | Primeira Liga      | 17         | 0          | 4     | 0     | 0      | 0      | 5              | 0              | 26     | 0      |
| 2015-16         | Estoril-Praia   | Vlag van Portugal    | Primeira Liga      | 25         | 0          | 4     | 0     | 0      | 0      | 0              | 0              | 29     | 0      |
| 2016/17         | KAA Gent        | Vlag van België      | Jupiler Pro League | 25         | 0          | 2     | 0     | 0      | 0      | 8              | 0              | 35     | 0      |
| 2017/18         | KAA Gent        | Vlag van België      | Jupiler Pro League | 26         | 0          | 3     | 0     | 0      | 0      | 1              | 0              | 30     | 0      |
| 2018/19         | KAA Gent        | Vlag van België      | Jupiler Pro League | 26         | 0          | 4     | 0     | 0      | 0      | 0              | 0              | 30     | 0      |
| 2019/20         | PAOK Saloniki   | Vlag van Griekenland | Super League       | 0          | 0          | 0     | 0     | 0      | 0      | 0              | 0              | 0      | 0      |
| Carrière totaal | Carrière totaal | Carrière totaal      | Carrière totaal    | 155        | 0          | 26    | 0     | 0      | 0      | 14             | 0              | 195    | 0      |

Bijgewerkt tot en met 25 juli 2020.

## Interlandcarrière
In 2015 debuteerde Esiti voor Nigeria.
| Interlands van Anderson Esiti voor Nigeria | Interlands van Anderson Esiti voor Nigeria | Interlands van Anderson Esiti voor Nigeria | Interlands van Anderson Esiti voor Nigeria | Interlands van Anderson Esiti voor Nigeria | Interlands van Anderson Esiti voor Nigeria | Interlands van Anderson Esiti voor Nigeria |
| №                                          | Datum                                      | Wedstrijd                                  | Uitslag                                    | Soort wedstrijd                            | Doelpunten                                 | Assists                                    |
| Als speler van Estoril-Praia               | Als speler van Estoril-Praia               | Als speler van Estoril-Praia               | Als speler van Estoril-Praia               | Als speler van Estoril-Praia               | Als speler van Estoril-Praia               | Als speler van Estoril-Praia               |
| ------------------------------------------ | ------------------------------------------ | ------------------------------------------ | ------------------------------------------ | ------------------------------------------ | ------------------------------------------ | ------------------------------------------ |
| 1.                                         | 13 juni 2015                               | Nigeria – Tsjaad                           | 2 – 0                                      | Kwalificatie Afrika Cup 2017               | 0                                          | 0                                          |
| Als speler van KAA Gent                    |                                            |                                            |                                            |                                            |                                            |                                            |
| 2.                                         | 9 oktober 2016                             | Zambia – Nigeria                           | 1 – 2                                      | Kwalificatie WK 2018                       | 0                                          | 0                                          |
| Totaal                                     | Totaal                                     | Totaal                                     | Totaal                                     | Totaal                                     | 0                                          | 0                                          |

Bijgewerkt t/m 9 oktober 2016.